# María Mazzarello
María Dominga Mazzarello, más conocida como Madre Mazzarello o Maín (Mornese, Alessandria, 9 de mayo de 1837-Nizza Monferrato, Asti, 14 de mayo de 1881), fue una religiosa italiana con la cual Don Bosco fundó el Instituto de las Hijas de María Auxiliadora, conocidas también como salesianas. Madre Mazzarello, como es más conocida dentro del mundo salesiano, fue su primera Superiora General desde el 29 de marzo de 1872 hasta su prematura muerte en 1881. Su gran sencillez y su vida consagrada a la formación de la versión femenina del sistema preventivo de Don Bosco, le abrieron las puertas a la santidad, reconocida por la Iglesia católica en 1951. La fundación de las salesianas fue una respuesta pastoral de Don Bosco a la necesidad de muchas jóvenes obreras o necesitadas que vivían las consecuencias de la revolución industrial en el Piamonte del siglo XIX y a lo cual Madre Mazzarello se dedicó con notable empeño durante toda su vida.

## Infancia, adolescencia y juventud
José Mazzarello y Magdalena Calcagno eran campesinos  de Mornese, una pueblo del norte de Italia. Tuvieron siete hijos, de los cuales el primero fue una niña a la que llamaron María Dominga (Maria Domenica en italiano). Nació el 9 de mayo de 1837 y, como todos sus hermanos, creció en un ambiente pueblerino italiano, de mucho trabajo. Los Mazzarello se trasladaron a una vereda cercana al pueblo de nombre Valponasca y desde ese lugar, que llegaría a tener un gran significado para la espiritualidad salesiana, María asistía a los deberes de su religión, destacándose en todo lo que tuviera que ver con la catequesis. Se educó en Dios, ayudaba a su madre en las tareas del hogar y a su padre en los labores del campo. Maria no pensaba en ponerse a estudiar porque, entre otras cosas,  en su pueblo no había escuela para niñas.
Cuando tuvo edad comenzó a ir a la catequesis y a los dieciséis años se inscribió en la Pía Unión de las Hijas de la Inmaculada. Perteneció a ellas durante dieciséis años que dejaron huella en la joven Maria.

## La visión de Don Bosco
Entretanto, Don Bosco estaba desarrollando su apostolado entre los muchachos de Turín, una ciudad que era objeto de la revolución industrial, sobre todo durante la segunda mitad del siglo XIX, mientras la península itálica caminaba hacia su unificación. La situación causaba que muchos jóvenes campesinos llegaran a la ciudad en búsqueda de trabajo, y si no terminaban contratados en las fábricas en condiciones laborales difíciles, acababan en las calles. Hasta entonces Don Bosco se había dedicado a abrir un espacio de atención y educación para los muchachos, pero no había hecho un proyecto específico para las muchachas. En 1846 había rechazado una propuesta de la marquesa de Barolo que le pedía abandonar los muchachos para que atendiera a las niñas huérfanas de su Refugio. 
Fue el Papa Pío IX el primero en sugerirle a Don Bosco la fundación de un instituto femenino que "hiciera por las muchachas lo que los salesianos hacen en favor de los muchachos". El comentario del Papa fue bien pronto complementado por un sueño de Don Bosco en el que veía a una multitud de niñas junto a la colina de Borgo Alto que le pedían que se preocupara también por su educación: "¿Es que las niñas no tenemos también un alma que salvar, como la tienen los muchachos?", le recriminaban. Entonces también se le apareció en el sueño  María Auxiliadora, quien le dijo: "Te confío a estas jóvenes, ellas también son mis hijas". Años más tarde, en ese lugar se construiría la primera casa de las Hijas de María Auxiliadora.

## Don Bosco visita Mornese
Meditando estaba Don Bosco en todo esto cuando se encontró en el tren con el Padre Pestarino, quien le contó que en su pueblo de Mornese tenía un grupo de muchachas muy fervorosas, las cuales estaban haciendo respecto a las niñas, lo mismo que él estaba haciendo en Turín por los muchachos. Y lo invitó a que fuera a encargarse de dirigirlas. Al santo le pareció formidable la idea, y anunció que pronto iría a visitar aquella bella obra.
En la vida de Mazzarello hay una fecha que jamás podrá olvidar, porque marcó para siempre el rumbo de su vida. Es el 7 de octubre de 1864, el día en que San Juan Bosco fue por primera vez a Mornese. Aquella fue una fecha emocionante e inolvidable. Todo el pueblo salió a recibir al santo y a sus jóvenes alumnos que con una alegre banda musical venían a visitarlos.
Mazzarello no había visto nunca a Don Bosco, pero esa noche, apenas le oyó su primer sermón quedó encantada y llena de admiración. Y en esos días siempre que el santo hablaba, ella se colocaba en las primeras filas para oírle mejor y no perderle palabra alguna. A sus compañeras que la reprendían por meterse allá entre ese montón de hombres a escucharle, ella les decía: "Es que mi corazón me dice que es un santo, y a los santos no se les puede perder palabra". La amistad con Don Bosco hizo crecer a pasos agigantados en santidad a la muchacha de Mornese.
Don Bosco constató que aquellas muchachas que dirigía el Padre Pestarino eran excelentes candidatas para ser religiosas, y con ellas fundó la Comunidad de Hijas de María Auxiliadora, o salesianas, que hoy en día son más de 16.000 en 75 países, y su Congregación es la segunda en número en todo el mundo.
El santo fue a comunicarle la bella noticia al Santo Padre el Papa Pío IX, el cual la aprobó con gran alegría y así el 5 de agosto de 1872 nació oficialmente esta gran congregación religiosa a la cual Don Bosco declaró "Monumento de gratitud a María Auxiliadora".
Para Don Bosco el encuentro con el apostolado de María Dominga y sus amigas fue la oportunidad de dar vía al desarrollo de la parte femenina de su carisma. Después de consultar varias personalidades acerca de ello, el santo educador dijo a los salesianos que el nuevo instituto debía llamarse "Hijas de María Auxiliadora" porque el mismo debía ser un "monumento viviente a la Virgen". y su propósito debía ser el mismo de la Congregación Salesiana pero dirigido a las chicas o niñas y jóvenes, es decir, prepararlas para la sociedad y salvar sus almas.

## Un colegio para mujeres
María Dominga y sus compañeras irían a experimentar las primeras pruebas a su compromiso. Al igual que los primeros muchachos que se hicieron salesianos con Don Bosco y muchos de los cuales no habían tenido la intención de ser religiosos, el grupo de María Dominga, de gran devoción y caridad, tampoco tenían en la mente el de ser hermanas. Por otra parte, en Borgo Alto (Mornés) se estaba construyendo un colegio para varones con la ayuda de la gente del lugar, pero tanto lo de ser hermanas como lo que sería el colegio, quedaría en manos de Don Bosco. 
Cuando el padre Pestarino les comunicó a las jóvenes la intención de Don Bosco de fundar un instituto religioso con ellas, María Dominga no solo se mostró feliz con la idea, sino que ayudó a persuadir a sus compañeras. A partir de 1869 Don Bosco comienza a moldear el Instituto con reglamentos y cartas. 
El 23 de mayo de 1872 el primer grupo de hermanas fue enviado por Don Bosco al recién terminado Colegio de Borgo Alto, pero dicho acto fue visto mal por la comunidad que esperaba que el colegio fuera masculino y que Don Bosco enviaría salesianos.

Los habitantes de Borgo protestaron en contra de la traición. Por lo tanto, las Hijas de María Auxiliadora de los Cristianos tomarían su primer paso en una atmósfera de malos entendidos y casi hostilidad.

La hostilidad de Mornés en contra de las hermanas sería la principal causa de la gran pobreza y escasez que estas tendrían que enfrentar durante los primeros años.

## María Dominga es Madre Mazzarello

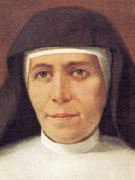
Madre Mazzarello.

El 5 de agosto de 1872 el padre Pestarino reunió a las Hijas de María Inmaculada para elegir la primera superiora y once jóvenes hacen los votos religiosos. No fue sencillo elegir a la superiora y María Dominga ni lo pensaba, pero era precisamente en ella en la que Don Bosco tenía su intención. Aceptó ser la Vicaria y por fin en 1874 llegó a ser la primera Madre General, aunque continúo a decir que era la Vicaria porque la superiora era María Auxiliadora. Desde entonces María Dominga sería conocida en la historia y en el mundo salesiano como Madre Mazzarello.
El 8 de septiembre de 1877, recibe una carta de Don Bosco para que las salesianas participen en las misiones en América. Son elegidas seis salesianas y Madre Mazzarello decide acompañarlas hasta Roma. Allí, el papa Pío IX, las recibió en audiencia privada.
En la historia salesiana suele resaltarse la carencia de estudios de Madre Mazzarello y, aunque ello es cierto, Don Bosco fue sin duda un visionario y ella una mujer que demostraría bien pronto como superiora del nuevo Instituto la sabiduría pragmática del campesino unida a su carácter decidido y al evidente conocimiento y práctica de los valores cristianos. De Madre Mazzarello se conservan sus cartas, anécdotas e innumerables pensamientos dichos a las primeras hermanas que serían celosamente conservadas por la tradición salesiana y que contribuirían a conocer la personalidad de la piedra angular del Instituto de Hijas de María Auxiliadora. 

Llevaba las cosas de la oficina como una santa, todo entendido desde su propio sacrificio y el de sus hermanas entre las cuales buscaba infundir ese celo por el cuidado de las niñas que la devoraba

## Fallecimiento
A partir de 1881 Madre Mazzarello comienza a declinar en su salud. Bien pronto le detectan pleuritis y desea ir a Nizza Monferrato, en donde se había transferido la Casa General, porque quería morir entre las hermanas. Antes de despedirse de Don Bosco definitivamente, el santo le cuenta una historia en la que la Muerte entra a un convento y al no encontrar a nadie a quien llevarse, le dice a la Madre Superiora que la siga. De esta manera le predecía su muerte. El 28 de marzo llega a Nizza Monferrato en donde su salud comienza a agravarse y cae definitivamente en cama. Al alba del sábado 14 de mayo, se produjo su fallecimiento. Tenía tan solo 44 años y las salesianas eran para entonces 200 distribuidas en 27 casas en Italia, Francia, Argentina y Uruguay. Sus restos descansan en la Basílica María Auxiliadora de Turín donde también son venerados. 

### Proceso de canonización  23 de junio de 1911
El 23 de junio de 1911 comenzó el proceso de beatificación y canonización de Madre Mazzarello. El 3 de mayo de 1936 el papa Pío XI la declara Venerable y le confiere el título de "Cofundadora del Instituto de María Auxiliadora". El mismo Pontífice la declara beata el 20 de noviembre de 1938. Por fin el 24 de junio de 1951 la Iglesia católica bajo el Pontificado de Pío XII declara Santa a Madre Mazzarello como Santa María Mazzarello.